# Sultame

1λ^{6},2-Thiazinan-1,1-dion oder 1,2-Thiazinan-1,1-dioxid oder Butan-1,4-sultam

Als Sultame bezeichnet man eine Klasse chemischer Verbindungen, die als cyclische Amide einer Sulfonsäure aufgefasst werden können. Ihre Analoga in der Kohlenstoffchemie sind die Lactame. Die Bezeichnung Sultam rührt von Sulfonsäure-Lactam her.
Sultame sind heterozyklische Verbindungen mit einem sechswertigen Schwefel- und einem benachbarten Stickstoff-Atom innerhalb des Rings, also einer endozyklischen –NH–SO2-Gruppe.

β-Sultam der Penicillansäure
R = Na oder H

Der allgemein bekannteste Vertreter dieser Verbindungsklasse ist der Süßstoff Saccharin.
β-Sultame sind zugänglich per Sulfa-Staudinger-Synthese. Die Schwefelanaloga der β-Lactame sind von medizinisch-chemischem Interesse, soweit sie dem Penicillin ähnlich sind.

Oppolzer-Sultam

Zusätzlich finden Sultame Anwendung als chirale Auxiliare in der asymmetrischen Synthese. Die bekannteste Verbindung ist das Oppolzer-Sultam. Es kann bei asymmetrischen Dihydroxylierungen, Diels-Alder-Reaktionen, Alkylierungen oder asymmetrischen Hydrierungen eingesetzt werden.
Schließlich wurden β-Sultame noch als Katalysator in der enantioselektiven Synthese eingesetzt.
Die Sultame stehen im Gleichgewicht mit ihrer tautomeren Form, die als Sultime bezeichnet werden. Diese Isomerie ähnelt der Lactam-Lactim-Tautomerie.

Propan-4-sultim